# Multivers dans la fiction
Pour un article plus général, voir Multivers.
 (janvier 2025).
Si vous disposez d'ouvrages ou d'articles de référence ou si vous connaissez des sites web de qualité traitant du thème abordé ici, merci de compléter l'article en donnant les références utiles à sa vérifiabilité et en les liant à la section « Notes et références ».

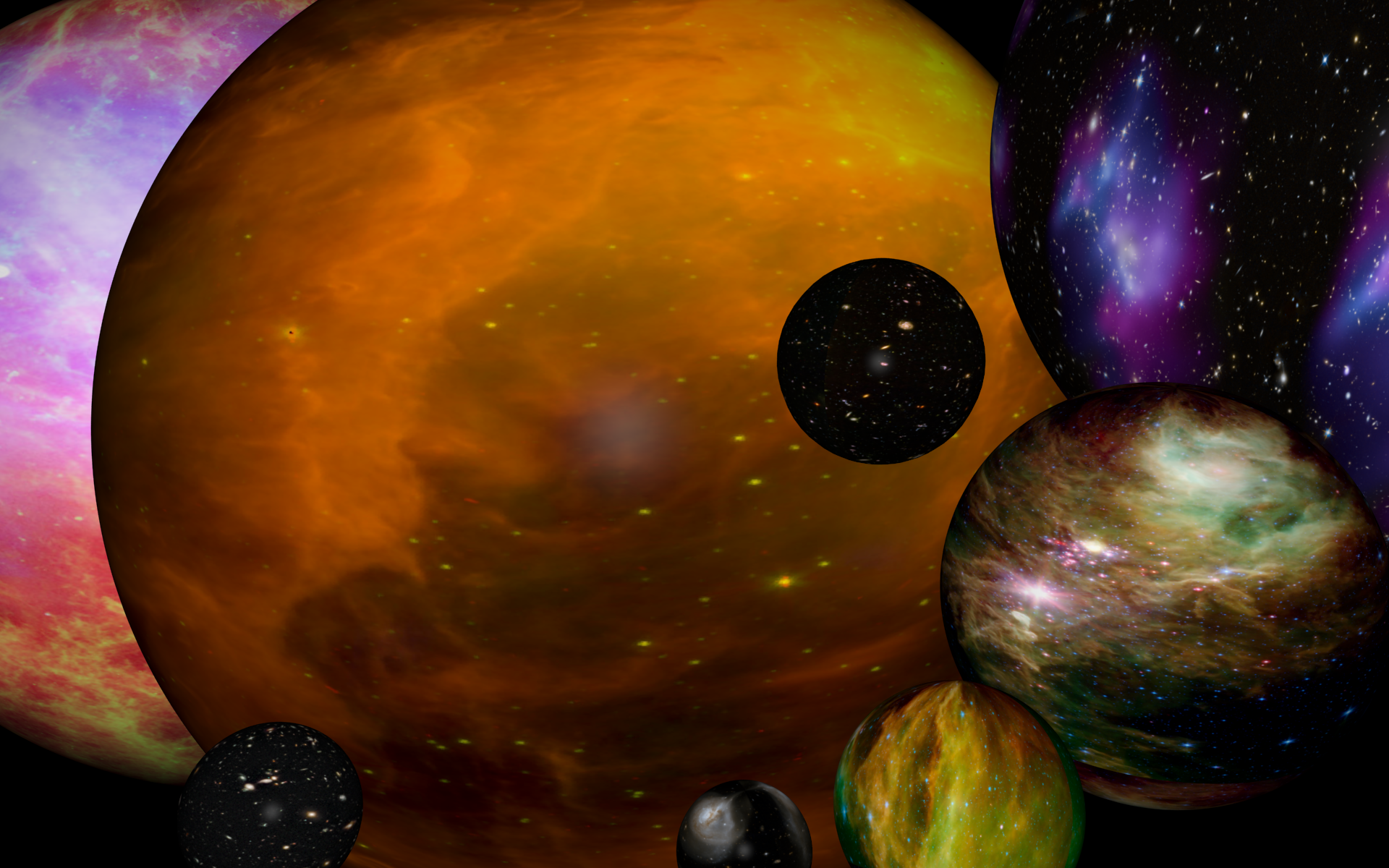
Vue d'artiste du concept de multivers.

Multivers dans la fiction est l'utilisation du concept hypothétique de nombreux univers parallèles dans le domaine de la fiction et en particulier de la science-fiction, notamment en littérature, à la télévision, au cinéma et dans les jeux vidéos.

## Littérature

### Avant la thèse d'Everett
La science-fiction a commencé à exploiter le concept d'univers parallèle bien avant la théorie d'Everett, qui n'a été publiée qu'en 1957.
Dès 1943, le dernier chapitre du livre de René Barjavel le Voyageur imprudent avait déjà posé en filigrane cette question, laissant toutefois au lecteur, dans sa conclusion, le soin de l'approfondir lui-même. On l'a renommée depuis : Paradoxe du grand-père, bien que Barjavel, français, ait jugé plus pertinent de prendre une grand-mère.
En 1949, Fredric Brown publie L'Univers en folie : dans ce classique de la science-fiction d'humour, le héros est par accident envoyé dans un autre monde… complètement fou mais pas désagréable[style à revoir], qui ressemble comme deux gouttes d'eau à celui des pulps.

### Après la thèse d'Everett

Le paradoxe du chat de Schrödinger dans l’interprétation d’Everett des mondes multiples. Chaque évènement (par exemple chat mort/chat vivant) est une bifurcation de l'univers.

## Ouvrages
Le thème correspondant du multivers, où tout ce qui est physiquement permis par les équations de la mécanique quantique se réalise de front, est abondamment utilisé à partir de 1957 par la science-fiction, en particulier dans :
- L'Homme qui tua Mahomet d'Alfred Bester (1959) ;
- La micronouvelle F.I.N., dans Fantômes et Farfafouilles de Fredric Brown (1961) ;
- Les Mondes de l'Imperium (Worlds of the Imperium) de Keith Laumer (1962) ;
- L'Arbre du temps de Damon Knight (1963) ;
- Philip K. Dick remporte en 1963 le Prix Hugo du meilleur roman pour Le Maître du Haut Château : il y décrit un monde possible, une uchronie, où l'Allemagne, l'Italie et le Japon auraient remporté la Seconde Guerre mondiale ;
- Le Trou dans le zéro de Michael Kennedy Joseph (1967) ;
- Miroir (Star Trek) (1967);
- Le Cycle des Princes d'Ambre de Roger Zelazny (1970) ;
- Timeline, de Michael Crichton (2000) ;
- Anathem, de Neal Stephenson (2008).

Michael Moorcock a incorporé le concept de multivers dans la trame même de son œuvre : les héros qu'il a créés au fil du temps (Elric le nécromancien, Corum, Dorian Hawkmoon, etc.) sont peu-à-peu devenus des incarnations différentes et évoluant dans des univers séparés d'un même personnage, le Champion éternel. L'auteur les a d'ailleurs parfois fait passer d'un univers à l'autre, voire se rencontrer pour combiner leurs forces.
Multiversum, roman de science-fiction de Leonardo Patrignani, parle d'un multivers grâce auquel Alex et Jenny, deux adolescents, se trouvent.
Le Cycle des Princes d'Ambre est une saga d'heroic fantasy où l'écrivain Roger Zelazny imagine que tous les univers possibles existent quelque part et sont tous des reflets (les ombres) de la cité idéale d'Ambre. Pour passer d'un univers à l'autre, les marcheurs d'ombres doivent manipuler les éléments du décor (la couleur du ciel, les bruits…) jusqu'à arriver dans l'univers désiré. Non seulement l'histoire mais les lois physiques varient donc ici d'un univers à l'autre (modèle de la mousse d'univers).
Dans les « lettres ummites » (voir Ummo) reçues en Espagne à partir de 1967, le Multivers est appelé WAAM WAAM. Citation lettre D 357[style à revoir] « Nous appelons WAAM-WAAM le faisceau ou ensemble d'univers existants que nous estimons en nombre infini (bien que nous n'ayons pu le constater, n'ayant détecté qu'une partie d'entre eux). La caractéristique primaire qui les distingue chacun est la vitesse d'un quanton ou unité discrète d'énergie électromagnétique en leur sein. En réalité, il s'agit d'une famille de paires de cosmos, de WAAM »[réf. souhaitée].

## Bande dessinée et mangas
La bande dessinée a également incorporé ce thème, par exemple avec Métal d'Éric Liberge. Dans la franchise Marvel Comics il n'est pas rare de voir des personnages d'univers différents se rendre visite, voire remonter le temps afin de le modifier, et ainsi créer sciemment des réalités divergentes. La Deadpool Corps de ce multivers (appelé « Marvelverse ») est d'ailleurs composée exclusivement par différentes versions d'un même héros.
On retrouve aussi des univers parallèles dans des séries manga telles que Higurashi no naku koro ni où un groupe d'adolescents doit lutter contre la malédiction dans laquelle leur petit village est plongé en remontant le temps et ainsi tenter d'empêcher les événements de la destinée d'avoir lieu. Ils sont confrontés à chaque fois à une nouvelle version du sort, où chaque individu réagit différemment suivant les circonstances du monde où ils se trouvent.
Ce genre de phénomènes est aussi présent dans Tsubasa Reservoir Chronicle de CLAMP où les héros voyagent dans divers univers pour accomplir leur quête. Ceux-ci sont régis à la fois par des règles communes et d'autres qui leur sont propres. Par exemple, certains mondes sont régis par la magie et d'autres non ; à l'opposé, quel que soit le monde, on ne peut ressusciter les morts.

## Cinéma et télévision
Depuis les années 1990, les univers parallèles sont couramment employés par ces modes de représentation. Ils sont par exemple au centre du film The One, ou de la série télévisée Charlie Jade, dans laquelle le héros essaye de sauver notre univers (le betaverse), pris en sandwich entre deux autres (l'alphaverse et le gammaverse).
De même, dans des séries qui ne sont pas centrées sur cette notion, on peut rencontrer un ou plusieurs épisodes où les héros explorent (généralement par accident ou contre leur volonté) un univers parallèle : c'est par exemple le cas dans Buffy contre les vampires, Smallville, Doctor Who ou Stargate SG-1.
La notion de multivers n'est plus de nos jours une bizarrerie réservée au fandom SF mais est utilisée dans des œuvres pour le grand public, et était déjà au centre de séries télévisées comme Sliders (1996) ou Fringe, ainsi que dans la saison 6 de Lost.
Enfin, puisque tout est possible dans le multivers (multiverse en anglais), on peut aussi associer à chaque série son propre univers, avec ses lois et ses règles (un verse). Les plus célèbres sont le Buffyverse, associé à la série télévisée Buffy contre les vampires, et le Jodoverse (en) (l'univers de Jodorowsky), associé à la série de bande dessinée L'Incal. Dans le fandom SF, on[Qui ?] parle également du Firefly 'verse, de l'Andromeda 'verse, du Galactica 'verse, etc.
Le multivers est un élément récurrent du Arrowverse à partir de la deuxième saison de Flash.
Dans Mr Nobody et Everything Everywhere All at Once, le personnage principal circule librement entre des univers parallèles, chacun d'entre eux correspondant à un choix fait par lui (ou fruit du hasard) lors de certains moments clés de sa vie.
Dans What If...?, série animée Marvel Studios, le Gardien des Multivers nous montre les histoires des films Marvel dans un nouvel Univers à chaque épisode.
De même, dans l'Univers cinématographique Marvel, le multivers est introduit dans Spider-Man: No Way Home, qui débute la Saga du Multivers comprenant les phases 4 à 6, la série Loki et des films comme Doctor Strange in the Multiverse of Madness ou Deadpool et Wolverine ayant le multivers comme élément central de leur intrigue.

## Liste d’œuvres
« Multivers » est le nom donné à l'Univers par de nombreux créateurs :
- La trilogie de Stephen Baxter, Les Univers multiples : Temps, Espace et Origine. Les trois tomes présentent les mêmes personnages, évoluant dans différents Univers.
- Ian Watson sous le terme de « Haut Espace », dans Le Monde divin (1983).
- Terry Pratchett dans ses romans de la série du Disque-monde. La série d'ouvrages The Science of Discworld, rédigé en collaboration avec deux physiciens, met en parallèle l'univers du disque-monde, régi par l'impératif narratif (chapitres impairs), et le nôtre, régi par la causalité (chapitres pairs).
- le jeu de rôle Donjons et Dragons à l'ensemble des univers du jeu.
- le jeu de cartes à collectionner Magic : l'assemblée, dont chaque extension explore un monde (plan) différent.
- Erik L'Homme dans Le Livre des étoiles reprend le mythe nordique de l'Yggdrasil, avec ses neuf univers, même si la trilogie n'en présente que 3.
- La série d'animation japonaise Noein, réalisée par Kazuki Akane et Kenji Yasuda.
- Le roman de Paul Guimard L'Ironie du sort (1961), adapté au cinéma en 1974 sous le même titre par Édouard Molinaro, de même que le(s) film(s) d'Alain Resnais Smoking / No smoking, proposent des embranchements de possibles narratifs (des univers parallèles donc) qui suscitent une réflexion philosophique sur la vie, le choix, le hasard, le destin.
- Il en va de même de Replay, de Ken Grimwood, et de La Part de l'autre d'Éric-Emmanuel Schmitt.
- La Tour sombre, de Stephen King est un cycle de sept romans de genre fantasy. Le but du personnage principal, Roland de Gilead, est de trouver la Tour sombre, pivot de millions de mondes.
- À la croisée des mondes, une série de livres du genre fantasy écrite par Philip Pullman.
- Michael Crichton dans le livre Prisonniers du temps.
- François Darnaudet dans le livre Le Möbius Paris Venise imagine des univers parallèles situés sur un anneau de Möbius alternant des Paris et des Venise distincts. A la fin de chaque révolution dans l'anneau, se trouve la ville fusionnée de Parnise, la quintessence de Paris et de Venise.
- Philip José Farmer dans la Saga des Hommes-Dieux où une civilisation avancée a pu créer ses propres univers privés et les moyens de passer de l'un à l'autre.
- Jeffrey Lord dans la série de romans Blade, Voyageur de l'Infini où chaque nouvel épisode projette le héros dans une dimension X du multivers.
- Robert A. Heinlein afin d'expliquer la façon dont les divers univers et personnages qu'il a créés au cours de sa carrière ont pu interagir. Le multivers envisagé par Heinlein s'intègre dans sa conception du Monde vu comme un mythe où toutes les éventualités sont réalisables.
- Robert Lepage dans son film Possible Worlds (en français : Mondes possibles) en 2000.
- Le jeu vidéo BioShock Infinite traite de la multitude des univers et des différents choix qu'y fait un homme, avec ses variables et des constantes.
- Les romans de Nicolas Cluzeau, dont le cycle Le Dit de Cythèle, font souvent référence à un multivers.
- Le manga Dragon Ball Multiverse, basé sur le manga Dragon Ball et créé par deux fans français Salagir et Gogeta Jr (aussi dessinateur de la bande dessinée Amilova), met en scène un tournoi entre les combattants de 20 univers du multivers[2].
- Dans le jeu Spider-Man : Dimensions.
- Dans le jeu Multiversus, qui revendique l'intervention de personnages de plusieurs univers.